# Светске атлетске игре у дворани 1985 — 400 метара за жене
Трка на 400 метара у женској конкуренцији на Светским атлетским играма у дворани 1985. одржана је 19. јануара у Паризу Француска.

## Земље учеснице
Учествовало је 6 такмичарки из 6 земаља.
1. Белгија (1)
2. Исланд (1)
3. Италија (1)
4. Канада (1)
5. Перу (1)
6. САД (3)

## Освајачи медаља
|                   |                    |                    |
| Дајана Диксон САД | Регин Берг Белгија | Шармен Крук Канада |

## Рекорди
| Рекорди пре почетка Светског првенства у дворани 1985. | Рекорди пре почетка Светског првенства у дворани 1985. | Рекорди пре почетка Светског првенства у дворани 1985. | Рекорди пре почетка Светског првенства у дворани 1985. | Рекорди пре почетка Светског првенства у дворани 1985. |
| ------------------------------------------------------ | ------------------------------------------------------ | ------------------------------------------------------ | ------------------------------------------------------ | ------------------------------------------------------ |
| Светски рекорд                                         | Јармила Кратохвилова, Чехословачка                     | 49,57                                                  | Милано, Италија                                        | 7. март 1981.                                          |
| Рекорд светских првенстава                             | није било 1987.                                        | није било 1987.                                        | није било 1987.                                        | није било 1987.                                        |
| Најбољи резултат сезоне у дворани                      |                                                        |                                                        |                                                        |                                                        |
| Европски рекорд                                        | Јармила Кратохвилова, Чехословачка                     | 49,57                                                  | Милано, Италија                                        | 7. март 1981.                                          |
| Северноамерички рекорд                                 |                                                        |                                                        |                                                        |                                                        |
| Јужноамерички рекорд                                   |                                                        |                                                        |                                                        |                                                        |
| Афрички рекорд                                         |                                                        |                                                        |                                                        |                                                        |
| Азијски рекорд                                         |                                                        |                                                        |                                                        |                                                        |
| Океанијски рекорд                                      |                                                        |                                                        |                                                        |                                                        |

## Резултати

### Финале
| Место | Атлетичарка    | Земља   | ЛР    | ЛРС | Резултат | Белешка |
| ----- | -------------- | ------- | ----- | --- | -------- | ------- |
|       | Дајана Диксон  | САД     |       |     | 53,35    | ЛР      |
|       | Регин Берг     | Белгија | 53,13 |     | 53,81    | ЛРС     |
|       | Шармен Крук    | Канада  |       |     | 54,08    | ЛР      |
| 4.    | Антонела Рати  | Италија |       |     |          | ЛР      |
| 5.    | Одни Арнадотир | Исланд  |       |     | 56,95    | ЛР      |
| 6.    | Giannina Otoya | Перу    |       |     | НС       |         |